# Epiphile hübneri
Epiphile hübneri är en fjärilsart som beskrevs av William Chapman Hewitson 1861. Epiphile hübneri ingår i släktet Epiphile och familjen praktfjärilar. Inga underarter finns listade i Catalogue of Life.